# サーン・アバスの巨人
サーン・アバスの巨人（サーン・アバスのきょじん、Cerne Abbas Giant）はイギリス南西部のドーセットにあるサーン・アバスの村の近くの丘陵に描かれた地上絵（ヒルフィギュア）である。高さは55メートルにおよび、右手に大きなこん棒を持った裸の男性が描かれているが、この絵が有名なのは何よりもこの裸の男性が勃起しているからである。サーン・アバスの巨人は、一般的なヒルフィギュアと同様に、草地に細い溝を掘ってアウトラインをつくってから細かな石灰岩を埋め戻すことで描かれている。イギリスの指定遺跡にもなっており、現代ではナショナル・トラストがこの地を所有している。
巨人の起源や制作された年代についてははっきりしていないが、時代が下るにつれてその一部が失われたり、修正されたり、付け加えられていることが考古学的な調査からわかっている。この巨人に言及している最古の文書記録は17世紀後半に遡る。かつての好古家はその姿をサクソン人の崇拝した神と結び付けようとしたものの、証拠には乏しかった。あるいはローマ・ブリトン文化におけるヘラクレスまたはヘラクレスと別の誰かが混合した姿であるという説も立てられている。17世紀以前の文献には言及がないことから、18世紀の好古家であるジョン・ハッチンスが得た情報を手がかりに、巨人は17世紀につくられたのだと結論づけた学者もいたが、新たに登場した光ルミネッセンス年代測定法により、その起源は西暦700年から1110年の間ではないか（おそらくサーン修道院が近くに建てられた10世紀頃）という可能性が示された。
その起源や年代はともかくとして、サーン・アバスの巨人は現地の文化や民間伝承において重要な位置を占めているのは間違いなく、豊穣や多産の象徴でもある。さらにイギリスで最も有名なヒルフィギュアの１つであることから、観光名所にもなっている。
イギリスには、もう一つの非常に有名な巨人のヒルフィギュアであるウィルミントンのロングマンがある。こちらはイースト・サセックスのウィルミントン近郊にあり、サーン・アバスの巨人同様に指定遺跡に選ばれている。

## 特徴

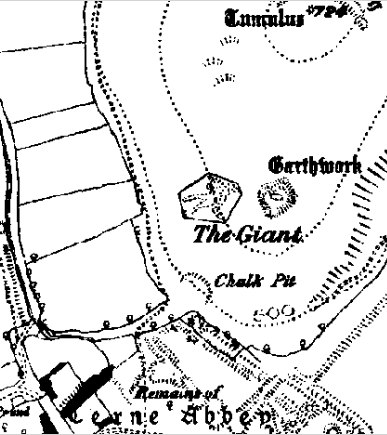
1891年のイギリス陸地測量局が製作した地図に掲載されたサーン・アバスの巨人

地上に描かれた巨人の絵は、ボーンマスから48km西、ウェイマスから北へ26キロのところにあるドーセットのサーン・アバスという小さな村の近郊にある。裸の男が非常に大きなスケールで描かれており、高さは55メートル、幅は51メートルに及ぶ。ジャイアント・
ヒルあるいはトレンドル・ヒルとして知られる丘陵の西側にある急斜面にあるが、丘の上には鉄器時代の土塁（「トレンドル」あるいは「フライパン」の名称で有名）があって、こちらもまた名所になっている。
巨人は、草地に60センチメートルほどの幅の溝をほって、砕いたチョークを撒くことでその輪郭が生み出されている。巨人の右手には37メートルの節くれだったこん棒が握られており、それで巨人の絵には11メートルの高さが加わっている。腰のところに引かれた一本の線は、ベルトを表現しようとしていることがうかがわれる。1901年にドーセット自然史・考古学協会から出版されている『Proceedings』で、ヘンリー・コリー・マーチは巨人の特徴を次のようにまとめている。「(1)岩石学の対象である。〔...〕したがってこれは岩面彫刻である。〔...〕(2)巨大である。〔...〕(3)裸である。〔...〕(4)勃起している。〔...〕(5)巨人はこん棒使いであり右手に武器を持っている」。
1996年の調査報告書からは、時間の経過とともにいくつかの特徴が消え失せていることも明らかになっている。もともと巨人の左腕はクロークをまとっており、その左手の下には何かが、おそらくは切り落とされた首があったというのがその報告書の結論だった。かつては巨人の腕のところにクロークがあったという説は、2008年に考古学者が特殊な装置を使って巨人の一部が失われているということ示した研究によっても裏付けられたていて、おそらくこのクロークは動物の皮を表現したものである。また経年劣化により巨人の鼻も徐々にあいまいになったため、1993年にはナショナル・トラストによって「隆鼻術」が施された。
巨人の勃起したペニスは睾丸まで含めると11メートルにおよび、ほぼ巨人の頭の大きさに等しい。「イギリスで最も有名なファルス像」ともいわれており、巨人のポストカードに使われる写真はイギリスの郵便局を通じて送られる唯一の猥褻物であるといわれたこともある。 しかしこの特徴もおそらくは時代とともに変化している。過去に様々な人が行わってきた巨人の描写を整理すると、現代の巨大なペニスは、1908年に行われた巨人の輪郭をなす溝を掘り直す作業中に、へそを表す円がいまよりも小さなペニスと合体してしまった結果とみなすことができる。1890年代後半に出された絵葉書をみると、その頃にはまだ巨人にへそがあったことわかる。 2020年の調査プログラムの一環でLIDARによるスキャンも行われており、それによって巨人の勃起したペニスは体の大部分よりもずっと後に付け足されたものであり、おそらく本来は布をまとっていた、と結論づけられた。
巨人のヒルフィギュアは、「サーン・アバスの巨人」 あるいは「サーンの巨人」の名で非常によく知られており、特に後者はナショナル・トラストによって採用されている。一方でイングリッシュ・ヘリテッジやドーセット州議会は単に「巨人」の名で呼んでいる。そのほかに「老人」と言われたり、特に近年ではサーンの「野蛮人」 (Rude Man)と言われることもある。
巨人は上空からの眺めもすばらしいが、ほとんどのツアーガイドは国道A352の道沿いにある「ジャイアントビュー」と名づけられたパーキングエリアから眺めることを勧めている。この一帯はドーセット州の都市計画課とナショナル・トラスト、自然保護委員会 (のちのEnglish Nature)、ドーセット・ナチュラリスト・トラスト、環境省、この地方の地主たちが一体となったジョイントプロジェクトにより1979年に開発されたエリアである。このぐエリアに設置された案内板は、ナショナル・トラストとドーセット州議会が検討のうえで設置されたものである。

## 歴史

### 古い記録
イギリスの田園地帯に掘られた、石灰岩を利用した地上絵はほかにもあるが、サーン・アバスの巨人もそうであるように非常に古い時代につくられたものだと考えられがちである。しかし巨人について言及した文献は遡っても17世紀後半のものしかない。中世の史料には、トレンドルとして知られる鉄器時代の土塁に関連して（巨人が画かれている丘陵である）トレンドル・ヒル に言及にしているものはあるが、巨人については書かれていない。ブリストル大学のJ.H.ベティはこの一帯に関してはそれ以前の史料が全くみつからないことを指摘している。例えば、1540年代の詳細な調査資料や1617年のジョン・ノーデンによる土地調査にも、トレンドルや他のランドマークについては書かれていても、巨人に対する言及はない。これは3,000年前のアフィントンの白馬が11世紀後半にはすでに当時の文献に登場しているのとは対照的である。
サーン・アバスの巨人が初めて記録に現れるのは、1694年11月4日の日付でサーン・アバスの村のセントメアリー協会から来た教区委員が書き込んだ帳簿で、そこには「3シリング、巨人の修復のため」とある。1734年、ブリストル主教はサーン・アバスを巡察のため訪問するが、その際に巨人について質問をしており、1738年には好古家のフランシス・ワイズが手紙の中で巨人について触れている。このときの主教の言葉や、その後のウィリアム・ステュークリなど様々な人の巨人についての見解を巡っては、1764年のロンドン考古協会の会合で議論がおこなわれている。
1763年以降、「古代の遺物」に対する世間の関心が高まったことをうけて、当時の雑誌にも巨人に関する文章が登場しはじめた。最初の調査記録は1763年9月に出版されたRoyal Magazineに掲載されている。同じような調査はその後も1763年1０月のSt James Chronicle、1764年7月のGentleman's Magazine 、1764年版のThe Annual Register にも掲載されている。1770年代のはじめには好古家のジョン・ハッチンスが「The History and Antiquities of the County of Dorset」という本を書いて、サーン・アバスの巨人に関して過去に書かれた様々な記述をまとめている（この本は彼の死後の1774年に出版された）。 ハッチンスによれば、巨人が掘られたのはわずかに前世紀であるという地元の言い伝えがあり、さらに当時は巨人の足のあいだに大雑把に3つの文字が掘られていて、その上に明らかにアラビア数字で「748」と入っていたが、いまではその特徴は失われている。ハッチンスの説明は19世紀の初期にでた何冊かのガイドブックにそのまま取り入れられている。
「ベンジャミン・プライスによる1768年のサーン・アバスの測量図」と呼ばれる地図には巨人の存在も書き込まれていて、この地図はドーセット歴史センターに掲示されているが、一方でイギリス国立公文書館の記録とつきあわせると、この地図は1790年代のものであることが明らかである。

19世紀にはいると、巨人の描写をする際に必ずと言っていいほどペニスには省略されるようになった。その慎み深さは当時の一般的な感覚であったか、すでにその部分は草に覆われてしまっていたかのいずれかだが、この時代に巨人はあっという間に誰も顧みなくなり、草も伸び放題であったようである。ようやく1868年になって当時の所有者であったリバー卿ことホレス・ピットリバーズの命のもと巨人は「可能な限り元の状態に」修復された。

様々な時代に描かれたサーン・アバスの巨人
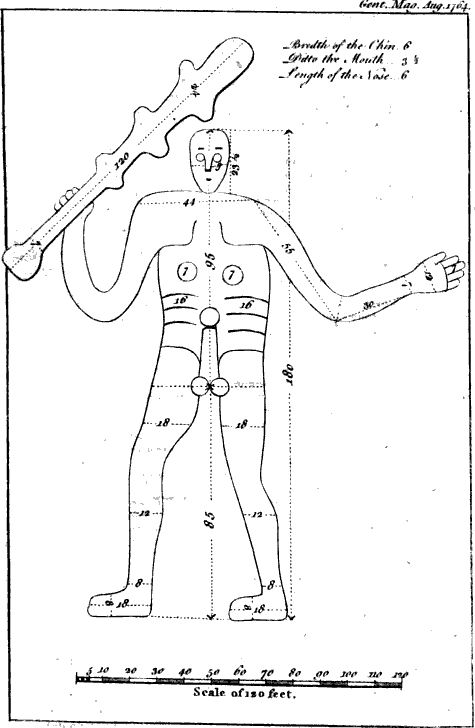
1764年にGentleman's Magazine に掲載された、最古の巨人のスケッチ。高さ55メートルという測量結果も記載されている。
1764年のスケッチ（おそらく1763年に描かれたもので、ロンドン考古協会 (Society of Antiquaries of London)に届けられた）[32]
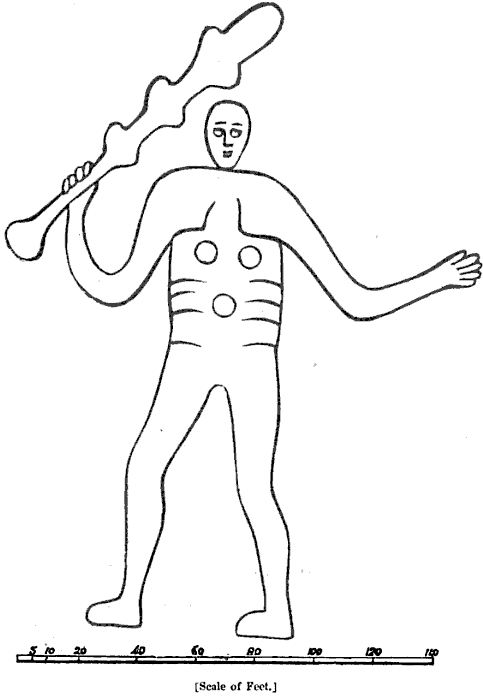
ジョン・サイデンハムによる1842年のスケッチ
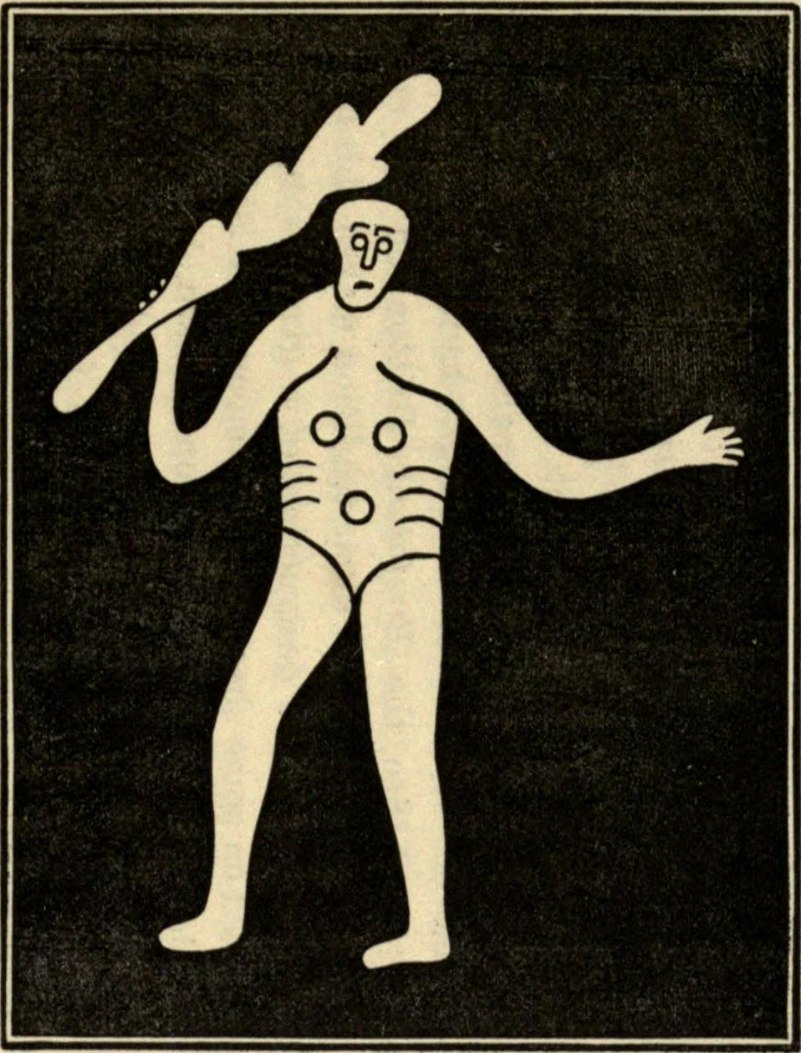
ウィリアム・プレンダーリースによる1892年のスケッチ

### 解釈
18世紀の好古家は巨人の起源についてほとんど何も明らかにすることができなかった。ストュークリも現地の人々が「古代ブリトン人の神であるという言い伝え以上のことは何も知らない」と述べている。しかし現地には巨人の起源についての伝承がいくつか記録されていて、例えば修道院解散の起こった1539年に、サーン修道院の最後の修道院長となったトーマス・コートンを「あざけるためのカリカチュア」として巨人が描かれたという話も伝えられている。彼は様々な罪に問われたのだが、なかでも愛人との間に子供をもうけたことで批判されていた。ハッチンスは、当時は巨人の足の間に明らかに認められた「748」という数字に注目して、これがもし「1748」にようにかつて行われた修復の日付を指しているのでないとしたら、これはウェセックス王クスレッドの息子で748年に戦死したケンリック（Cenric）を表している可能性があると主張した。ただしアラビア数字がイングランドで広く使われるようになるのは15世紀以降のことである。ハッチンスとは別の18世紀の作家は、巨人のことを「怠け者の手慰みであってたいした意味があって堀られたものではない。ウィルトシャーの平野で羊飼いの童子が芝土をはがしただけなのだから」と切り捨てている。
牧師であり旅行家のリチャード・ポコックは1754年にこの巨人が「the Giant, and Hele」と呼ばれていることを記録しており、ウィリアム・キャムデンのイギリス地誌『ブリタニア』の1789年版の編者であるリチャード・ゴフは、キャムデンが「Hegle」と名付けた（サクソン人にとってあまり重要でないとされる）神と巨人を重ね合わせている。さらにウィリアム・ステュークリも1760年代に現地の住民が巨人のことを「Helis」と呼んでいることを記している。 ステュークリはこの「Helis」が「ヘラクレス」(Hercules)の変化したものだという仮説を立てた最初の１人である。そしてこの説を支持しているのは彼だけではない。ポコックもそれ以前から「the Giant seems to be Hercules, or Strength and Fidelity」と指摘していた。巨人が持つ、古代ギリシャの英雄ヘラクレスときわめてよく似た特徴は、節くれだったこん棒を持つ裸の姿で描かれていることだが、後に「クローク」の存在が明らかになったことでそのつながりはより確かなものとなった。ヘラクレスもまたよくネメアのライオンの皮を腕にさげた姿で表現されるからである。

Layout of the giant with the obliterated line (in yellow) reconstructed

サーンの巨人に関する現代の研究としてはBettey 1981, Legg 1990, and Darvill et al. 1999がある。 巨人の制作年代とそれが誰を表現しているのかに関しては近年は主に3つの説がある。
- 一つは、1690年代以前の記録や資料がないことから、巨人が制作されたのは17世紀で、おそらくホリス卿がつくらせた可能性が最も高い、という説である。初代ホリス男爵ことデンジル・ホリスは、２人目の妻ジェーンがサーン・アバスの所有権をもっていたゆえんで、当時この地の領主であった。J.B.ベッティは、このホリスの目的が巨人をオリバー・クロムウェルのパロディに見立てることで彼をあざけることにあった、という説をはじめて唱えた研究者である。ただし、サーンの村には、ホリスの家臣がホリス自身を諷刺するためにつくられたという説も伝わっている。
- もう一つは、主に1930年代に考古学者のスチュアート・ピゴットが発展させたアイデアを中心としている説で、巨人がヘラクレスと共通点をもっていることから、つくられたのはローマ・ブリトン文化の時代で、古代ローマの人物ないしその神格化された姿をそのまま描いているというものだ[8]。ヘラクレスの生まれ変わりを自称したローマ皇帝コンモドゥス（176年-192年）の時代には、ヘラクレス信仰を蘇らせようとする動きがあったことにも密接に関係がある、とされる。
- 三つ目は、時代的にはより古いケルト文化に起源があるとするものだ。根拠としては、巨人の表現方法がドーセットのホッド・ヒル（英語版）で発見されたスキレットの持ち手に描かれていたケルトの神ノドンスと似ていることにある。このスキレット（フライパン）は西暦10年から51年のものだった。

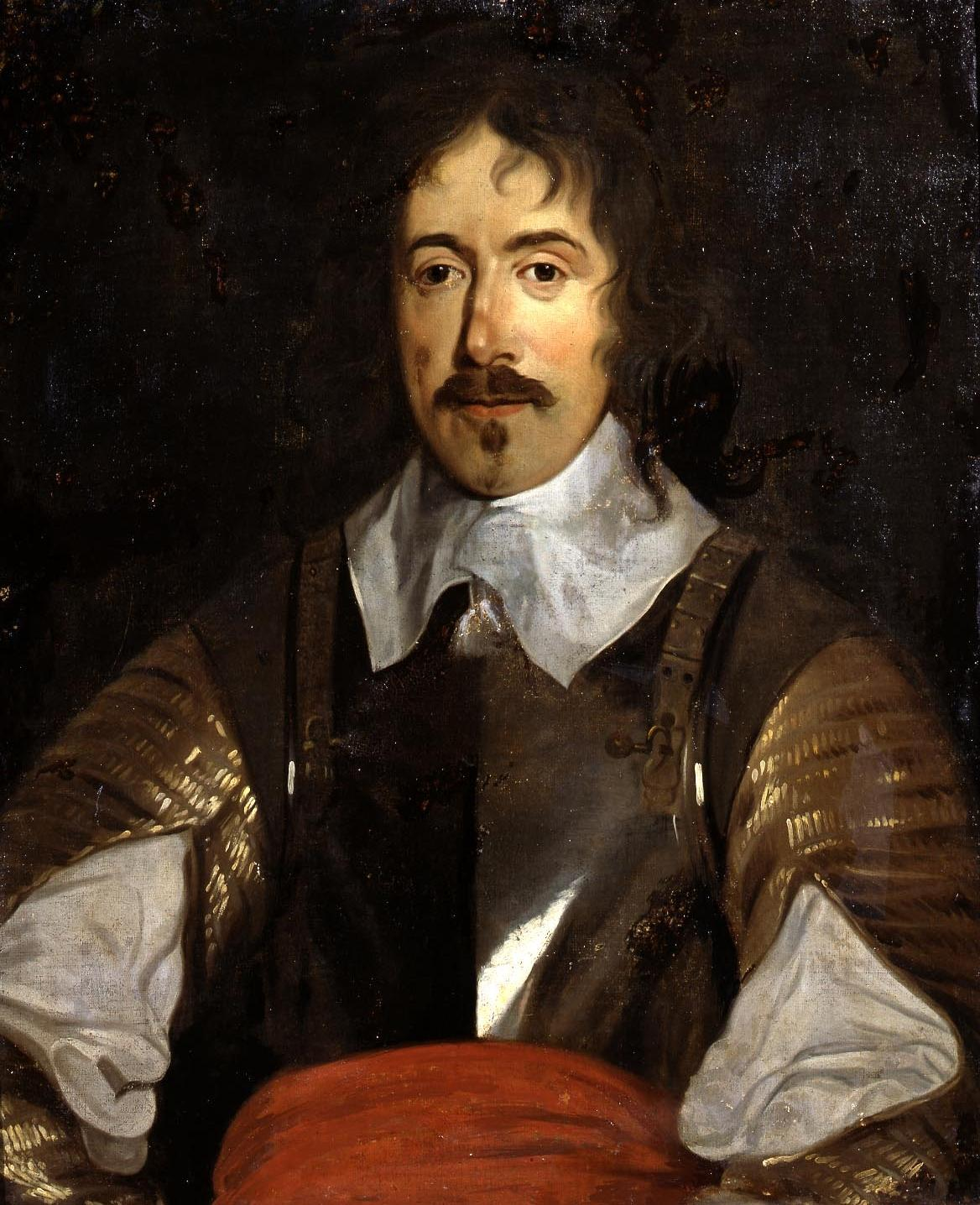
1640年代に描かれたホリス卿。クロムウェルをあざけるために自分の領地にサーン・アバスの巨人をつくらせたという説がある。

巨人の起源が17世紀にあるという説は、具体的にはイングランド内戦が起こった時期にサーン・アバスの領主であったデンジル・ホリスの使用人たちが巨人の像を描いたという主張である。18世紀のジョン・ハッチンスの記述にも由来しているのだが、彼は1751年に送った手紙のなかで、領主の執事から巨人は「最近のもので、ホリス卿の時代に描かれたものだ」という話をされたと記している。 1774年に初めて出版されたハッチンスの『History and antiquities of the county of Dorset』では、ホリスがすでに「有史以前」から存在している像を掘り直すことを命じていた可能性も示唆されている。
ホリスはオリバー・クロムウェルのパロディを意図していたかもしれない、といわれている。ホリスはドーチェスター選出の議員であり、議会では長老派の派閥を率い、第一次イングランド内戦では議会派の中心人物でもあったが、彼自身はクロムウェルを軽蔑しており、1644年にはクロムウェルが弾劾されるよう画策したこともある。クロムウェルは政敵から「イングランドのヘラクレス」と嘲って言われることもあったため、巨人の持つこん棒はクロムウェルの軍政を想起させるし、勃起したペニスはクロムウェルのピューリタニズをあてこするものだとも考えられる。1967年にケネス・カーダス(Kenneth Carrdus)は、ハッチンスの著作のなかで言及されているホリスとは、デンジル・ホリスの息子のフランシス（Francis Holles、1679年-80年まで国会議員。ドーチェスター選出）のほうであるという説を唱えている。カーダスは、ハッチンスの書き記した数字や文字は「fh 1680」と読ませるものだったかもしれないと主張しているが、それを裏付ける証拠はほかにない。
遺跡としての巨人は土層的には最も深いところで1メートルまである。そこから採取したサンプルを光ルミネッセンス年代測定法で調べた結果が2021年に公開された。一部のサンプルからは制作年代が西暦700年から1110年であるという説が裏づけられ、巨人が最初に掘られたのが後期アングロ・サクソン時代であることが示された。この時代は近くにサーン修道院が建てられた時期と一致するため、考古学者のアリソン・シェリダンはそれがまだ異教徒であった地元住民から新たな信仰への異議申し立てであったかもしれないと推測している。一方で別の研究者は中世初期の僧侶は（ペニスを勃起させた）像であろうと問題なく受け入れただろうと述べている。
しかし他のサンプルからは、制作された可能性がある時代が1110年どころか1560年まで拡がるという結果が示された。アングロ・サクソン時代の後半に巨人の輪郭が掘られ、その後は数世紀にわたって放置されていたという説明は考えうる。さらに調査結果から巨人のペニスは、他の部分よりもはるかに新しいものであることが示されたため、ナショナル・トラストはホリス卿が古い巨人像の修復を命じた際にクロムウェルを揶揄するために付け足させたのだという説を提唱している。

### 現代
1920年、巨人とそれを含む4,000平方メートル (0.99エーカー) の土地は当時の所有者であったアレクサンダー・ピット＝リバーズとジョージ・ピット＝リバーズからナショナル・トラストに寄贈され、その後イギリスの指定遺跡となった。第二次世界大戦の間は、巨人が敵の航空機の目標にならないように民兵組織のホーム・ガードが小枝を集めてカモフラージュしていた。
ナショナル・トラストによれば、巨人のまわりに生えている草は定期的に刈り込まれ、25年おきに輪郭が完全に描き直されている。伝統的に周辺の農園が放牧している羊にこの巨人の保守作業が任されていた。しかし2008年には羊の頭数が足りず、この年の春は雨量が豊富だっため草がよく育ったことも手伝って、特別に巨人の輪郭を描き直す必要が生じたため、新たに17トンものチョークが溝に沿って撒かれて、人の手で上からたたいて固められた。2006年にナショナル・トラストは初めてサーン・アバスの巨人に関する野生生物の調査を行い、 green-winged orchid, clustered bellflower and autumn gentianなどのイギリスでは珍しい野草が確認された。
1921年、ドーセット州ギリンガムのウォルター・ロングが巨人のむき出しの裸体に抗議の声をあげ、もっと簡略化した裸体像に地上絵を変えるか、猥褻（とロングが抗議している）体の部分について草花で隠すか、いずれかの対応を求めるキャンペーンを始めた。ロングの抗議活動はそれなりに支持を集め、イギリス国教会の2人の大主教も賛成した。抗議の声は内務省まで届いたが、省内ではこの活動がユーモアによるものだとみなされた。最終的には警察本部長が、保護された指定遺跡について内務省が何らかの措置をとることはできないという声明をだすことになった。

### 考古学

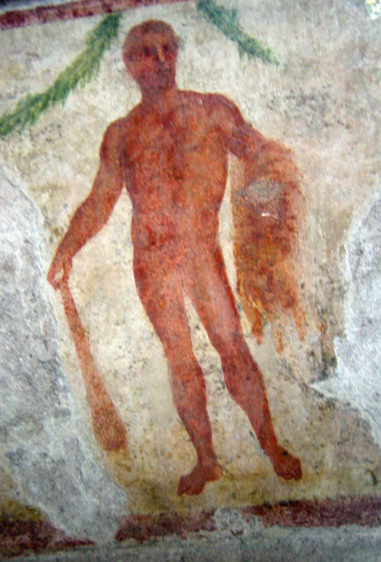
こん棒とネメアのライオンの皮を持つヘラクレス

1617年に行われたサーン・アバスの土地調査では、巨人についてまったく触れられておらず、巨人の絵が当時そこにまだ存在していなかったか、完全に草に覆われていたことをうかがわせる。巨人に関する最初の調査結果は1763年9月に刊行されたRoyal Magazineに掲載され、1763年10月号のSt James Chronicleにも再掲載されたほか、1764年8月版のGentleman's Magazineでは初めて測量結果を反映した巨人の図解が掲載された。
エジプト学者で考古学のパイオアニアでもあるフリンダーズ・ピートリーも（おそらくは第一次世界大戦中に）巨人を調査しており、その結果はイギリスの王立人類学研究所の論文として1926年に発表されている。ピートリーは200か所で測量を行ったと述べており、首を横切っている浅い溝や、肩から脇に向かっている溝を記録している。さらに彼はくぼみが一列に並んでいる場所に注目し、そこが脊柱を表しているのではないかと考察している。ピートリーの結論としては、巨人はウィルミントンのロングマンとは全く異なるものであり、細かい溝は何度も修復を受けた結果できたものだろう、というものだった。
1764年には、ウィリアム・ステュークリが巨人とヘラクレスの類似について指摘している（彼はそれに最も早く気づいた人物の１人である）。1938年にはイギリスの考古学者ステュワート・ピゴットがこの説に賛成し、ヘラクレスのように、サーン・アバスの巨人もライオンの皮を持っているはずだと主張した。1979年には電気探査が実施され、同時にドリルで採取した土のサンプルの分析も行われた結果、実際にライオンの皮が描かれた形跡があることが確かめられた。1995年には再び電気探査が行われ、クロークの存在やペニスの長さが変わっていることが明らかになった。ただしそれまで噂されていた、切断した首や角、足の間に刻まれたシンボルなどがあった証拠は発見できなかった。
2020年にはナショナル・トラストによる,、現地に出土したカタツムリの殻に対する分析調査の一時結果が発表され、巨人は「中世あるいはそれ以降」のものである可能性が示された。カタツムリは（フランスから食料として持ち込まれた）ローマ時代以降の生物だが、巨人の周辺では発見されていないのに、13世紀から14世紀にイングランドで初めて発見された種類のカタツムリがいたことが土壌サンプルからは確認できた。2020年にナショナル・トラストは光ルミネッセンス年代測定法を使った追加調査を実施したが、この結果はそれまでの研究や理論とは矛盾するものだった。巨人の最も深い土層から採取したサンプルからは、その制作年代が西暦700年から1100年（アングロ＝サクソン時代の後半）であることが示された。

#### 土塁
巨人の頭の北東の方角には、トレンドル・ヒルという急傾斜の丘があり、そこにはトレンドルやフライパンとよばれる土塁がある。これは巨人とは別に、それ自体が指定記念物になっている。ジョン・ハッチンスは1872年にこう書いている。「これらの遺跡はかなり大きくて、かつ非常におもしろい特徴を持っている。 They consist of circular and other earthworks, lines of defensive ramparts, an avenue, shallow excavations, and other indications of a British settlement."
巨人とは違って、この土塁はナショナル・トラストではなくディグビー卿が個人で所有している。土塁がつくられた目的は不明だが、19世紀後半にかつての村にあった教会の使用人によってメイポールダンスの会場としてつくられた、という説が、自分たちもメイポールダンスの会場をもつ別の村の住人が唱えられている。ローマ時代のものだという説もあるほか、鉄器時代のもので、横たわる巨人が表しているように棺がおさめられた埋葬塚ではないかともいわれている。

## 伝承
その起源がなんであれ、巨人はドーセットの文化において重要な存在とであることに違いはない。例えば、この地上絵は本当の巨人の死体をかたどったものだという民話も伝えられている。巨人はデンマークからやってきて、沿岸部の侵略者を率いて巨人がデンマークからやってきたが、丘で眠っているときにサーン・アバスの人々によって首を斬られた、という物語も知られている。
ヴィクトリア朝時代にまで遡る、とある言い伝えからは巨人が・多産のイメージと結びつけられていることもわかる。このお話によれば、ある女性が巨人のうえで寝ていたために、妊娠する力に恵まれる。おそらくは巨人の（それもペニスの）うえで性交をしたことで不妊が治ったのである。
1808年、ドーセットの詩人ウィリアム・ホロウェイは「トレンドル・ヒルの巨人」という詩を発表した。この詩の中で、巨人は村で暮らす人々から心臓を貫かれて絶命する。

## 現代

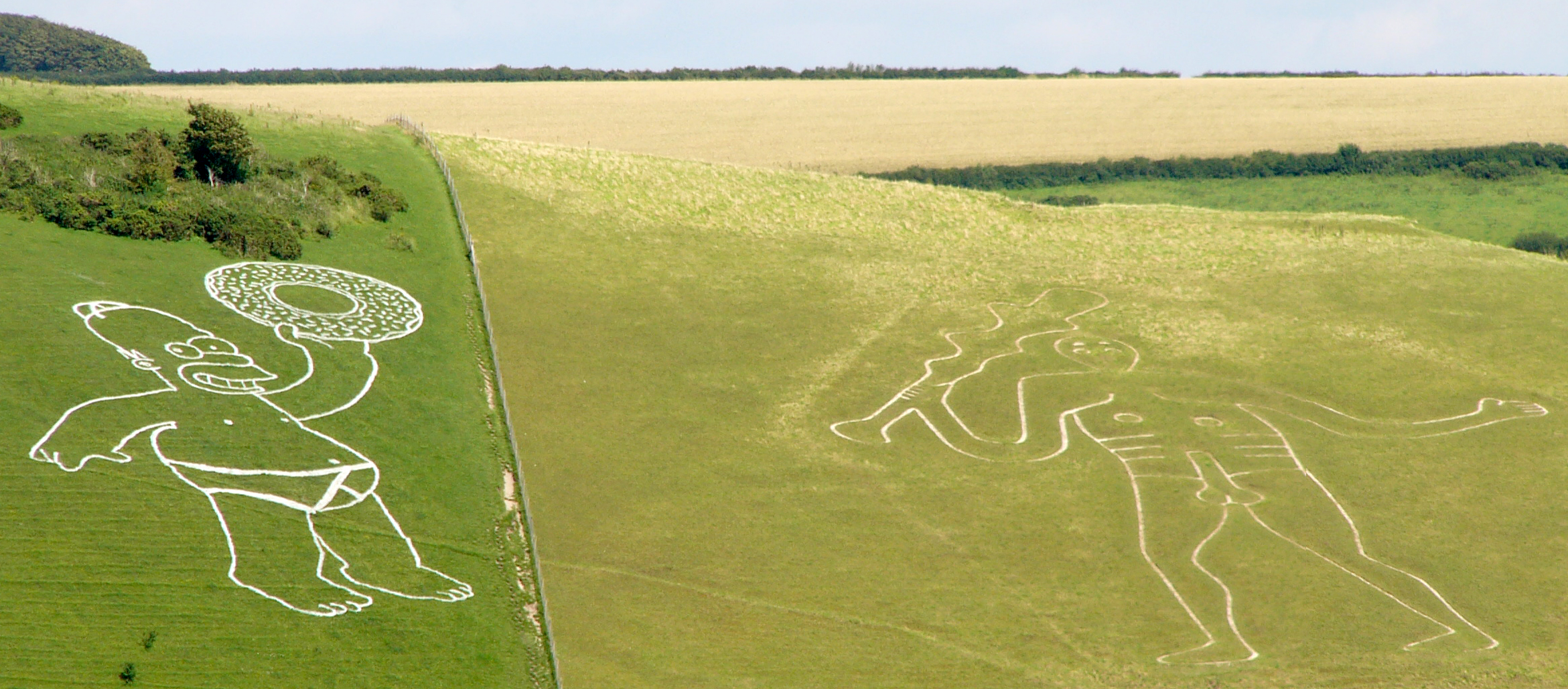
ザ・シンプソンズ MOVIEの宣伝のために隣に描かれたホーマー・シンプソン

現代のいいては、サーン・アバスの巨人は様々な売名行為や広告の手段として利用されている。例えば、イガン・フェデレーション（Pagan Federation）のアン・ブリン＝エヴァンスは、少なくとも「コンドーム、ジーンズ、自転車」の宣伝のために巨人が使われたことを証言している。
1998年、巨人の足の部分に21メートルのプラスチックメッシュでできたジーンズが置かれるといういたずらが起きたが、これもアメリカのデニムメーカー「ビッグ・スミス」を有名にするためだった。2002年には、広告代理店のBLACが家族計画協会（Family Planning Association）に代って「コンドーム着用キャンペーンの一環として…、目出し帽をかぶって、日曜の一晩かけて巨人のイチモツに巨大なラテックスのシートを広げた」。
2007年7月16日のザ・シンプソンズ MOVIE公開にあわせたプロモーションとしては、サーン・アバスの巨人の隣に生分解性能のある水性の塗料を使って、ドーナツをふりかざす巨大なホーマー・シンプソンが描かれた。この広告に対するネオペイガニズムの地元住民の反発は強く、ホーマーの絵を消し去るための雨を降らせるまじないをかけることを誓わせるほどだった。
2007年8月、ドーセット・エコー紙が「パープル・ファントム」を名乗る男性が巨人のペニスを紫色にペイントしたと報じた。また男性は「Fathers 4 Justice」（男性の親権保護を訴えるイギリスの市民団体）のメンバーとも報じられたが、団体側は関係を否定した。
サーン・アバスの巨人は様々なゲームにも登場する（例えばポケットモンスター ソード・シールドもその一つである）。
サーン・アバスの巨人の姿は、地元で売られる様々な土産物や食品のラベルに使われている。サーン・アバス・ブルワリーが製造するビールもそうなのだが、2016年にはウェストミンスター宮殿内のバーでこの会社のロゴについて検閲がはいり、ラベルに描かれた巨人の股間には葉っぱの写真を張り付けて提供されるようになった、とBBCが報じている。

## ギャラリー

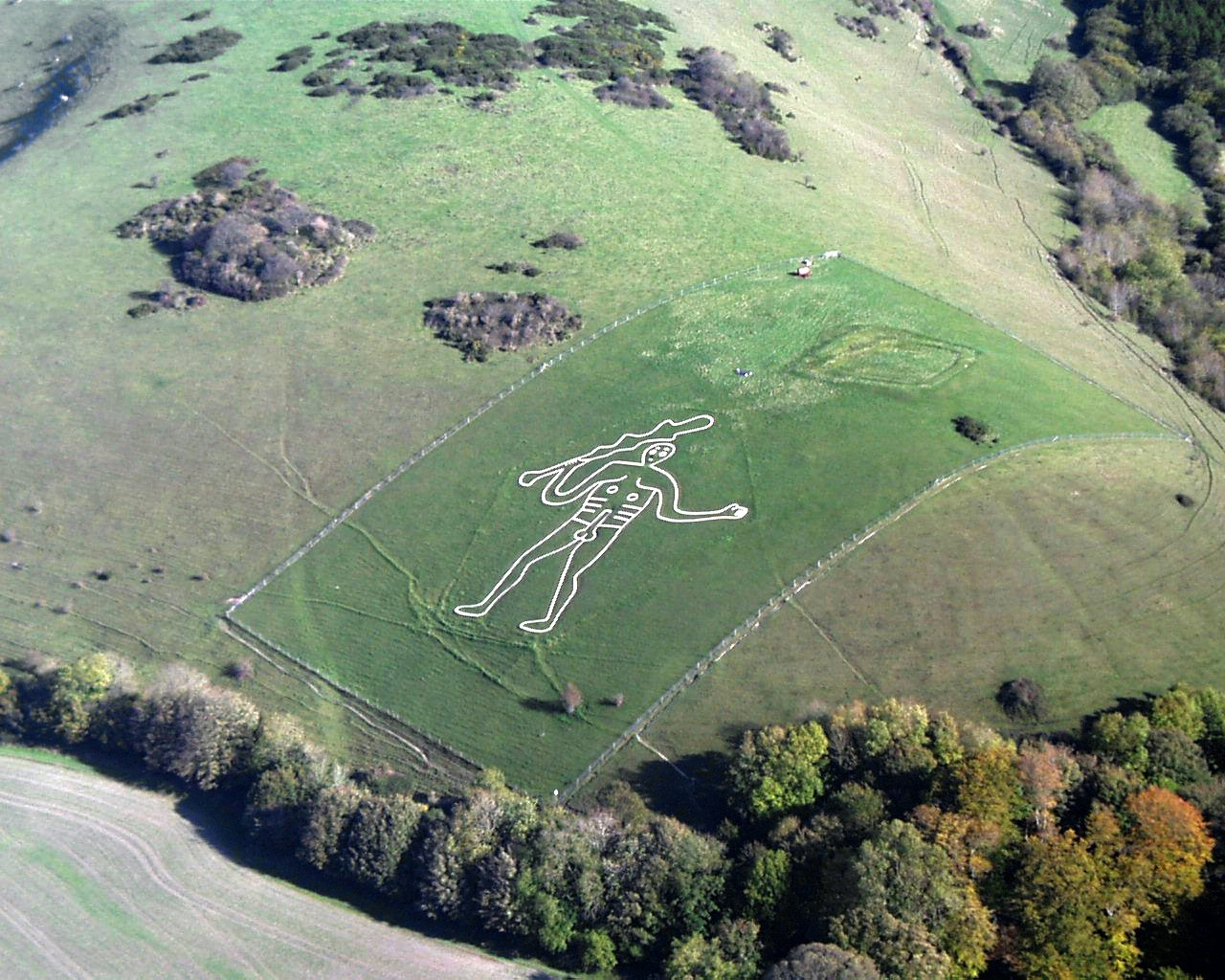
上空からの眺め（2001年撮影）
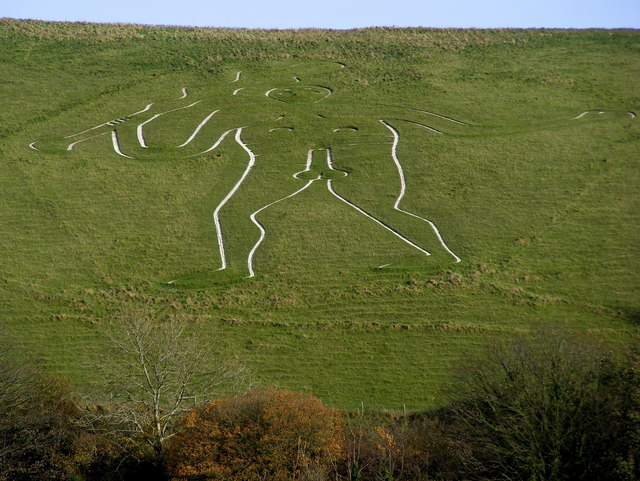
2009年撮影
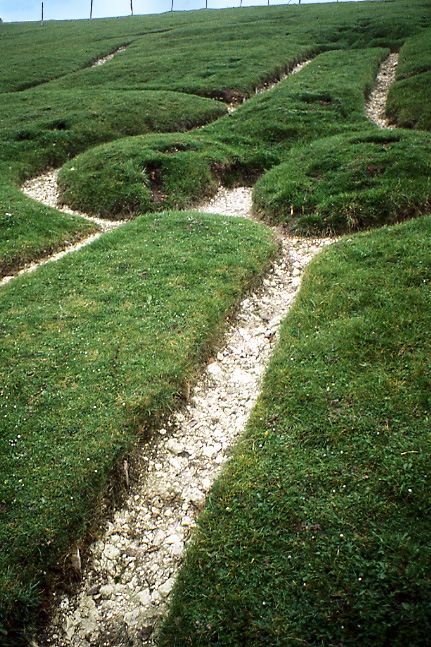
鼠径部からの眺め
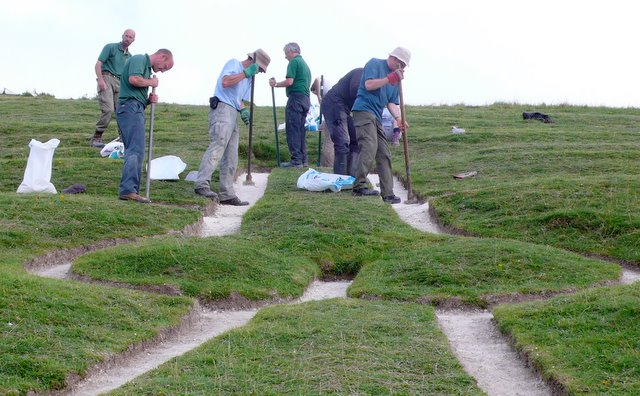
2008年の修復作業

## 関連文献

### 書籍
- Rodney Castleden, with a foreword by Rodney Legg, The Cerne Giant, published by Wincanton DPC, 1996, ISBN 0948699558.
- Michael A., Hodges MA., Helis, the Cerne Giant, and his links with Christchurch, Christchurch, c. 1998, 15 pp. OCLC 41548081OCLC 41548081
- Dr. T. William Wake Smart, Ancient Dorset, 1872, "The Cerne Giant," pp. 319–27. OCLC 655541806OCLC 655541806
- Darvill, T., Barker, K., Bender, B., and Hutton, R., The Cerne Giant: An Antiquity on Trial, 1999, Oxbow. ISBN 978-1900188944.
- Legg, Rodney, 1990, Cerne; Giant and Village Guide, Dorset Publishing Company, 2nd edition, ISBN 978-0948699177.
- Knight, Peter, The Cerne Giant – Landscape, Gods and the Stargate, 2013, Stone Seeker Publishing. ISBN 9780956034229

### 論文
- Dr Wake Smart, "The Cerne Giant", Journal of the British Archaeological Association, Volume: 28, 1872.
- Hy. Colley March M.D. F.S.A., "The Giant and the Maypole of Cerne", Proceedings, Dorset Natural History and Archaeological Society, Vol. 22, 1901.
- W. M. F. Petrie, The Hill Figures of England, "III. The Giant of Cerne", Royal Anthropological Institute of Great Britain and Ireland, Occasional Paper No. 7, 1926.
- O. G. S. Crawford, "The Giant of Cerne and other Hill-figures", Antiquity, Vol. 3 No. 11, September 1929, pp. 277–82.
- Stuart Piggott, "Notes and News: The name of the giant of Cerne", Antiquity, Vol. 6, No. 22, June 1932, pp. 214–16.
- Stuart Piggott, "The Hercules Myth – beginnings and ends", Antiquity, Vol. 12 No. 47, September 1938, pp. 323–31.
- "Editorial: regarding the Home Office file, Obscene Publications: the Cerne Abbas Giant (PRO HO 45/18033)", Antiquity, Vol.50 No.198, June 1976, pp. 93–94.
- Leslie Grinsell, "The Cern Abbas Giant 1764–1980", Antiquity, Vol. 54 No. 210, March 1980, pp. 29–33.
- J. H. Bettey, "The Cerne Abbas giant: the documentary evidence", Antiquity, Vol. 55, No. 214, July 1981, pp. 118–21.
- J. H. Bettey, "Notes and News: The Cerne Giant: another document?", Antiquity, Vol. 56 No. 216, March 1982, pp. 51–52.
- Temple Willcox, "Hard times for the Cerne Giant: 20th-century attitudes to an ancient monument", Antiquity, Vol. 62 No. 236, September 1988, pp. 524–26.
- Chris Gerrard, "Cerne Giant", British Archaeology, Issue no 55, October 2000. A review of the book: The Cerne Giant: an Antiquity on Trial by Timothy Darvill, Katherine Barker, Barbara Bender and Ronald Hutton (eds), Oxbow, ISBN 1900188945.

### National Monument Records
- 1979 Resistivity survey by A J Clark, A D H Bartlett and A E U David, which "found evidence for the 'lion skin' feature over the giant's left arm"
- 1988–1989 Resistivity surveys, testing for the existence of possible additional features, 1988, 1989, 1994
- 1995 Resistivity survey finding evidence of a cloak, penis length change, and navel, but, not for a severed head, horns, nor lettering/symbols between the feet
- "Cerne Giant", National Monument Records, No. ST 60 SE 39 (on Pastscape.org.uk)